# SV Blau-Weiß 90 Neustadt (Orla)
Der SV Blau-Weiß 90 Neustadt (Orla) ist ein Sportverein in der ostthüringischen Stadt Neustadt an der Orla. Er bietet die Sportarten Fußball, Badminton, Tischtennis und Laufsport an und nutzt die Sportanlage „Rote Erde“ im Osten der Stadt. Die Vereinsfarben sind blau-weiß. Als einziger Verein des Kreises mit einer Fußballmannschaft in der Verbandsliga Thüringen, sowie mit fünf Nachwuchsmannschaften in Verbandsligen ist er der mit Abstand führende Verein im Bereich Fußball im Saale-Orla-Kreis (Stand 2012).

## Geschichte
Die Historie des SV Blau-Weiß beginnt mit der Zentralen Betriebssportgemeinschaft Blauweiß, die am 9. Juni 1949 gegründet wurde. Am 4. Dezember desselben Jahres musste der Zusatz „Blauweiß“ aus dem BSG-Namen gestrichen werden, da derartige Namensteile Assoziationen an den verpönten bürgerlichen Sport weckten. Als neuer Namenszusatz wurde „Fortschritt“ festgelegt. 1952 wurde die ZBSG aufgelöst, und am 28. April 1952 gründete die Maschinenfabrik DraWeBa die Betriebssportgemeinschaft Motor Neustadt (Orla). Am 4. Juni 1952 wurde das neue Stadion „Rote Erde“ mit dem Freundschaftsspiel Motor Neustadt – VfB Alemannia Dortmund (0:3) eingeweiht. Als nach der deutschen Wiedervereinigung und den damit verbundenen wirtschaftlichen Veränderungen die Maschinenfabrik ihre Unterstützung für die Betriebssportgemeinschaft einstellen musste, gründeten BSG-Mitglieder am 19. Juli 1990 den neuen Sportverein Blau-Weiß 90 Neustadt (Orla).

## Entwicklung des Fußballsports
Zwischen 1949 und 1952 beteiligte sich die ZBSG an der Thüringer Fußballmeisterschaft. Mit dem 9. Platz in der Fußball-Landesklasse Thüringen 1951/52 qualifizierte sich die inzwischen gegründete BSG Motor für die neu geschaffene drittklassige Fußball-Bezirksliga Gera. Diese Liga blieb bis 1965 die sportliche Heimat der BSG-Sektion Fußball. In der Saison 1962/63 war Neustadt Staffelsieger geworden, unterlag im Kampf um die Bezirksmeisterschaft aber Chemie Jena in zwei Spielen mit 2:0 und 1:4. 1965 musste die BSG Motor in die viertklassige Bezirksklasse absteigen und entwickelte sich danach zu einer „Fahrstuhlmannschaft“ zwischen Bezirksklasse und Bezirksliga. Zwischen 1975 und 1982 konnten sich die Neustädter noch einmal für acht Jahre dauerhaft in der Bezirksliga behaupten, danach gab es wieder ein Auf und Ab zwischen Dritt- und Viertklassigkeit. Ab 1987 verblieb Motor Neustadt bis zum Ende des DDR-Fußballspielbetriebs 1990 in der Bezirksklasse.
- Ligenübersicht 1949–1990
  - Landesklasse Thüringen (DDR): 1949–1952
  - Bezirksliga Gera: 1952–1987 (unterbrochen durch mehrmalige Abstiege)
  - Bezirksklasse Gera: 1965/66, 1967–1970, 1982/83, 1984–1986, 1987–1990

Neustadt erreichte zwischen 1950 und 1979 fünfmal das Finale um den Bezirksfußballpokal und qualifizierte sich dadurch für den DDR-weiten FDGB-Pokalwettbewerb. Sowohl 1950 als auch 1958 wurde die 3. Runde erreicht, erst Niederlagen gegen höherklassige Mannschaften stoppten das Weiterkommen.
- FDGB-Pokalspiele
  - 1950:
    - ZSG Neustadt/Orla – BSG Lokomotive Nossen 5:1
    - Einheit Meerane – ZSG Neustadt/Orla 1:2
    - ZSG Neustadt/Orla – BSG KWU Erfurt (DDR-Oberliga) 1:2

  - 1953: Aufbau Erfurt – Motor Neustadt/Orla 6:1
  - 1956: Motor Neustadt/Orla – Wismut Schneeberg 1:1, 0:1
  - 1958:
    - Chemie Großbreitenbach – Motor Neustadt/Orla 0:5
    - Motor Neustadt/Orla – Motor Suhl 10:2
    - Motor Neustadt/Orla – SC Motor Karl-Marx-Stadt (DDR-Liga) 1:1, 4:2

  - 1979:
    - Motor Neustadt/Orla – Chemie IW Ilmenau 4:2
    - Motor Neustadt/Orla – Motor Rudisleben 1:2

Nach Einführung des DFB-Spielbetriebes in Ostdeutschland stieg die 1. Fußballmannschaft des neuen SV Blau-Weiß 1991 in die damals siebtklassige Bezirksliga Thüringen auf. 1995 gelang die Qualifikation für die neu eingeführte Landesklasse (ebenfalls 7. Liga). Nach einem weiteren Zwischenspiel in der Bezirksliga spielt der SV Blau-Weiß seit 2004 wieder in der Landesklasse, seit 2008 7. Liga. In der Saison 2003/04 wurde der Bezirkspokal des Ostthüringer Fußballbezirk (OTFB-Pokal) gewonnen. Mit dem ehemaligen DDR-Nationalspieler Matthias Liebers als Trainer gelang in der Saison 2009/10 der Aufstieg in die sechstklassige Thüringenliga, in der man als Aufsteiger in der Spielzeit 2010/11 den 11. Platz belegte.
In den kommenden Jahren spielte Neustadt weiterhin in der Thüringenliga, und das immer mit dem Ziel Klassenerhalt. Seit der Saison 2011/12 besteht ein Kooperationsvertrag mit dem FC Carl Zeiss Jena. Inhalte dieses Kooperationsvertrages sind u. a., dass in jeder Sommerpause ein Testspiel in Neustadt ausgetragen wird. Seit der Saison 2013/14 besteht auch ein Kooperationsvertrag mit dem Bundesligisten FC Schalke 04. Dieser beinhaltet z. B., dass der S04 in der kommenden Sommerpause eine Fußballschule für junge Spieler in Neustadt austrägt.

## Bekannte Spieler
- Harald Fritzsche, 8-facher DDR-A-Nationalspieler. Schon während seiner Zeit in den Jugendmannschaften von Blau-Weiß Neustadt in die DDR-Juniorenauswahl berufen, daher im Jahr 1955 zum FC Carl Zeiss Jena delegiert. 1960 wurde er mit Jena FDGB-Pokalsieger und 1963 gelang der Gewinn der DDR-Meisterschaft.
- Gerhard Pfeiffer, mit 34 Jahren im Jahr 1955 zum FC Carl Zeiss Jena gewechselt, dort 34 Spiele in der zweitklassigen DDR-Liga und 10 Spiele in der erstklassigen DDR-Oberliga.
- Matthias Liebers, 59-facher DDR-Nationalspieler sowie Silbermedaillengewinner bei den Olympischen Spielen 1980. Für seine Heimatverein 1. FC Lokomotive Leipzig bestritt er 321 Spiele in der DDR-Oberliga, gewann zweimal den FDGB-Pokal (1985/86, 1986/87) und erreichte ein Europapokalfinale. Nach der Wende spielte er für den nun in VfB Leipzig umbenannten Verein 25 Mal in der Bundesliga und 74 Mal in der 2. Bundesliga. Im Jahr 2004 wechselte er zu Blau-Weiß Neustadt.